# Mosul (film)
Mosul è un film del 2019 diretto da Matthew Michael Carnahan. 
Film di guerra, segna il debutto come regista per Carnahan.
Si ispira ad alcuni articoli del giornalista Luke Mogelson sul The New Yorker.
La storia è ambientata tra il 2014 e il 2017, quando l'ISIS ha occupato la città irachena di Mosul. 

## Trama
Tra il 2014 e il 2017 l'unico gruppo a combattere i terroristi dell'ISIS è l'unità S.W.A.T. a Ninive, composta da uomini locali e poliziotti.
Kawa, un giovane di 21 anni arruolato nella polizia di Ninive, viene reclutato dalla S.W.A.T. e scopre che costoro si facevano credere morti perché avevano disobbedito all'ordine di abbandonare la città dove c'erano le loro famiglie.
La loro missione consiste nel salvarle dai terroristi.

## Produzione
Il film è stato presentato alla Mostra internazionale d'arte cinematografica di Venezia dell'edizione del 2019 in Fuori concorso. S'ispira ad un fatto storico della battaglia di Mosul tra il 2016 ed il 2017, in Iraq contro lo Stato Islamico. Prodotto dalla casa di produzione cinematografica AGBO dei fratelli Russo. Pubblicata su Netflix il 26 novembre 2020.